# Nogent-l'Artaud

Nogent-l'Artaud este o comună în departamentul Aisne din nordul Franței. În 1 ianuarie 2022 avea o populație de 2.089 de locuitori.